# Pacific Palisades (telessérie)
Pacific Palisades foi uma série de televisão estadunidense, exibida pela FOX, que se passava no subúrbio de Los Angeles, em um bairro que deu nome ao seriado. O programa era produzido por Aaron Spelling e foi cancelado depois de 13 episódios, apesar de uma tentativa de fazer os índices subirem através da escalação de Joan Collins.

## Premissa
O seriado seguia a vida de jovens que tinham de tudo, em uma típica vida de subúrbios de Los Angeles, porém, com muito mais fortunas, escândalos e ruínas envolvidos. Entre os personagens, podemos encontrar Joanna e Nick Hadley, um jovem casal que deixou o meio-oeste estadunidense para viver na costa oeste, onde Nick havia conseghuido um emprego de arquiteto, e a irmã mais jovem de Joanna, Rachel Wittaker; Ashley e Michael, dois amigos de Rachel; Robert e Kate Russo, que viviam na rotina de todos os dias durante longos anos; Jessica Mitchell, uma profissional de sucesso, que não conseguia relacionamentos com homens estáveis; Matt Durning, um homem trabalhador, porém, com um lado obscuro; Laura Sinclair, uma corretora de imóveis que faz de tudo para fechar um negócio; Cory Robbins, um promissor e manipulador cirurgião plástico; e a bela Beth Hooper, que alugou um apartamento de Laura e começou um romance com Cory.

## Elenco
| Ator              | Personagem       |
| ----------------- | ---------------- |
| Natalia Cigliuti  | Rachel Whittaker |
| Kimberley Davies  | Laura Sinclair   |
| J. Trevor Edmond  | Michael Kerris   |
| Jarrod Emmick     | Nick Hadley      |
| Michelle Stafford | Joanna Hadley    |
| Greg Evigan       | Robert Russo     |
| Finola Hughes     | Kate Russo       |

| Ator             | Personagem       |
| ---------------- | ---------------- |
| Brittney Powell  | Beth Hooper      |
| Jocelyn Seagrave | Jessica Mitchell |
| Lucky Vanous     | Matt Dunning     |
| Dylan Neal       | Cory Robbins     |
| Paul Satterfield | John Graham      |
| Daphne Ashbrook  | Julie Graham     |
| Joan Collins     | Christina Hobson |

## Episódios
Pacific Palisades teve apenas 13 episódios reunidos em uma única temporada, produzidos pela Spelling Entertainment - mesma produtora de sucessos como Beverly Hills, 90210 e Melrose Place - para a mid-season de 1997 da FOX. O principal motivo para o cancelamento foi a baixa audiência, visto que, o programa teve momentos difíceis perdendo até mesmo para a UPN e a The WB nas quartas-feiras.
| #  | Título                      | Exibição Original |
| -- | --------------------------- | ----------------- |
| 1  | Welcome to the Neighborhood | 1997, 9 de Abril  |
| 2  | The Bet                     | 1997, 16 de Abril |
| 3  | The Other Woman             | 1997, 23 de Abril |
| 4  | All Hell Breaks Loose       | 1997, 30 de Abril |
| 5  | Mother and Other Strangers  | 1997, 2 de Maio   |
| 6  | Runaway                     | 1997, 11 de Junho |
| 7  | Past & Present Danger       | 1997, 18 de Junho |
| 8  | Desperate Measure           | 1997, 25 de Junho |
| 9  | Best Laid Plans             | 1997, 2 de Julho  |
| 10 | Private Showing             | 1997, 9 de Julho  |
| 11 | Motherly Love               | 1997, 16 de Julho |
| 12 | Sweet Revenge               | 1997, 23 de Julho |
| 13 | End Game                    | 1997, 30 de Julho |